# Calcahualco (kommun)
Calcahualco är en kommun i Mexiko.   Den ligger i delstaten Veracruz, i den sydöstra delen av landet, 210 km öster om huvudstaden Mexico City. Antalet invånare är 12 466. Arean är 148 kvadratkilometer.
Terrängen i Calcahualco är kuperad åt nordost, men åt sydväst är den bergig.
Följande samhällen finns i Calcahualco:
- Cruz Verde
- Nueva Vaquería
- Xilomichi
- San Francisco
- San Miguel Tlacotiopa
- Maquixtla
- Dos Caminos
- El Terrero
- Acomulco
- Itzapa
- Teopantitla
- San José Xamatícpac
- Barranca de Jamapa
- San José Xiteco
- Tecpanquiahuac
- Ahuatepec